# 巻中央自動車学校
株式会社巻中央自動車学校（まきちゅうおうじどうしゃがっこう）は、新潟県新潟市西蒲区河井にある自動車教習所を運営する企業。新潟自動車学校と新潟中央自動車学校は同じ新潟運輸グループのグループ企業であるため、姉妹校である。

## 取得できる免許
- 普通自動車
- 準中型自動車
- 中型自動車
- 大型特殊自動車
- 大型自動二輪車
- 普通自動二輪車
- 普通自動二輪車（小型限定）

## 教習車種
普通自動車
- マツダ・アクセラ(かつてはホンダ・アコードであった)

大型自動二輪車
- ホンダ・CB750L、スズキ・スカイウェイブ650

普通自動二輪車
- ホンダ・CB400、スズキ・スカイウェイブ400

普通自動二輪車（小型限定）
- ホンダ・CB125T、ホンダ・スペイシー125

## 周辺
- 飛落川
- 農協車両センター

## 交通アクセス
- JR越後線巻駅からスクールバスで5分